# Leon Köhler

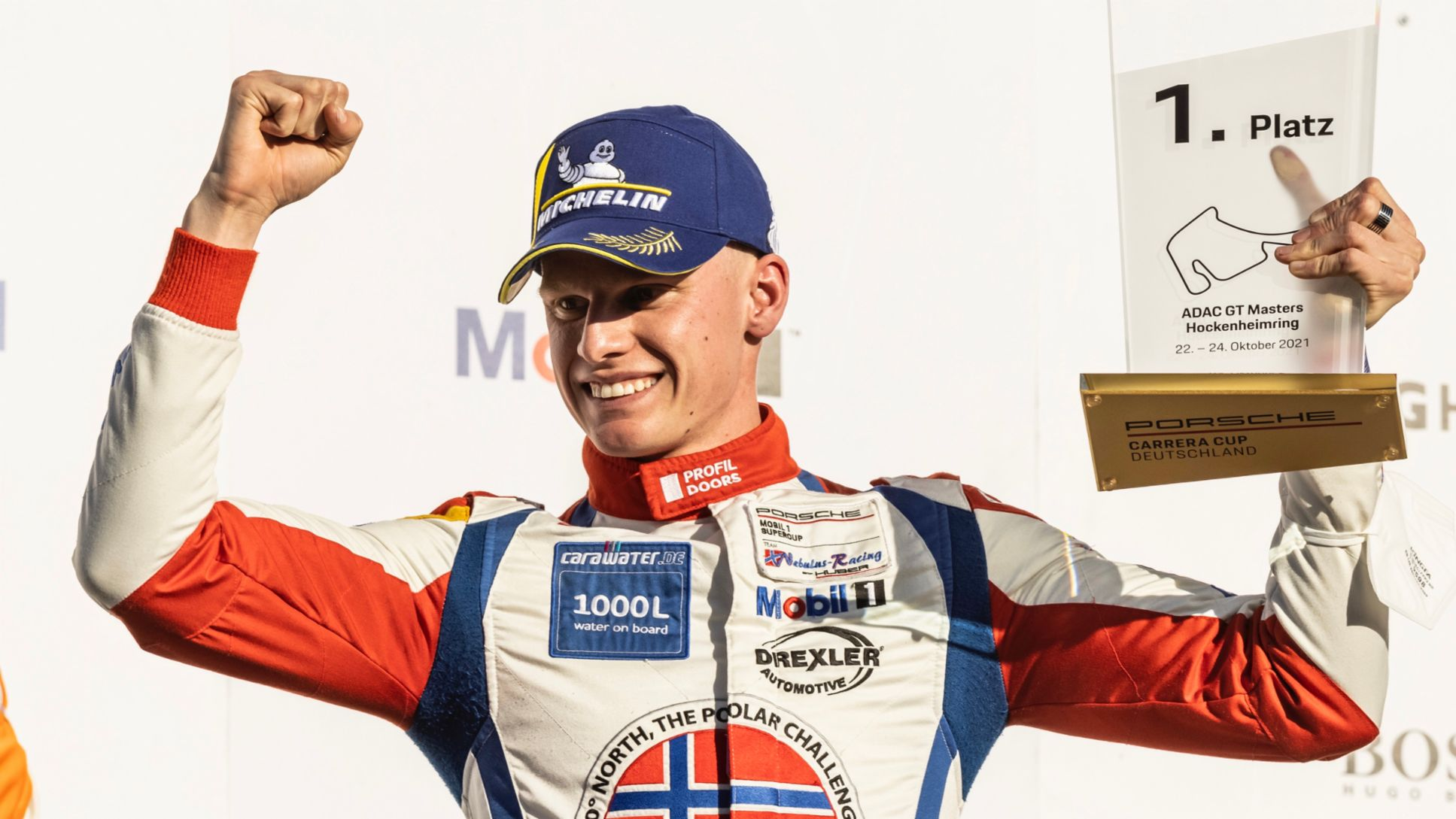
Leon Köhler op de Hockenheimring Baden-Württemberg in 2021.

Leon Köhler (Erlenbach am Main, 7 augustus 1999) is een Duits autocoureur.

## Carrière
Köhler begon zijn autosportcarrière in het karting in 2007. In 2017 werd hij kampioen in de KZ2-klasse van zowel de ADAC Kart Masters als het CIK-FIA Europees kartkampioenschap. In 2018 maakte hij de overstap naar het formuleracing en debuteerde hij in het Verenigde Arabische Emiraten Formule 4-kampioenschap bij het team Rasgaira Motorsports. Hij reed enkel in een weekend op het Dubai Autodrome, maar won hierin twee van de drie races. Vervolgens kwam hij uit in het volledige seizoen van het ADAC Formule 4-kampioenschap, waarin hij voor ADAC Berlin-Brandenburg reed. Hij behaalde een podiumplaats in de seizoensfinale op de Hockenheimring Baden-Württemberg en werd zo met 33 punten dertiende in de eindstand.
In 2019 stapte Köhler over naar de GT-racerij. Hij debuteerde in de Duitse Porsche Carrera Cup bij het team MSG/HRT Motorsport. Hij behaalde een podiumplaats op de Norisring en werd met 60 punten dertiende in het kampioenschap. Ook reed hij drie gastraces in de Porsche Supercup voor Huber Racing, waarin een negende plaats op Hockenheim zijn beste klassering was.
In de winter van 2019 op 2020 kwam Köhler uit in de Porsche Sprint Challenge Middle East. Hij behaalde vijf overwinningen: drie op Dubai en een op zowel het Bahrain International Circuit als het Yas Marina Circuit. Daarnaast stond hij in zes andere races op het podium. Met 280 punten werd hij kampioen in de klasse. Vervolgens keerde hij terug naar de Duitse Porsche Carrera Cup bij het team T3/HRT Motorsport. Hij won een race op de Lausitzring en stond in vijf andere races op het podium. Met 127 punten werd hij achter Larry ten Voorde en Dylan Pereira derde in het klassement. Verder reed hij zijn eerste volledige seizoen in de Porsche Supercup bij het team Lechner Racing Middle East. Hij behaalde twee podiumplaatsen op de Red Bull Ring en het Autodromo Nazionale Monza en werd zo met 73 punten achtste in de eindstand. Tevens werd hij derde in de rookieklasse.
In 2021 werd Köhler wederom derde in de Duitse Porsche Carrera Cup. Voor het team Nebulus Racing by Huber behaalde hij zeges op de Red Bull Ring en de Hockenheimring, zodat hij met 222 punten achter Ten Voorde en Ayhancan Güven in het klassement eindigde. In de Porsche Supercup kwam hij ook uit voor Huber Racing en behaalde hij podiumplaatsen op de Red Bull Ring en het Circuit Zandvoort. Met 91 punten werd hij vijfde in de rangschikking. Verder reed hij ook zijn eerste races in de Noord-Amerikaanse Porsche Carrera Cup bij MRS-GT Racing op Road Atlanta.
In 2022 debuteerde Köhler in de ADAC GT Masters bij het team ID Racing. Hij reed in het weekend op de Red Bull Ring in een Porsche 911 GT3 R, die hij deelde met Jaxon Evans. Vervolgens nam hij deel aan de 24 uur van de Nürburgring voor het team Phoenix-IronForce Racing. Hierin deelde hij een Porsche 992 GT3 Cup met Luca Engstler, Timo Scheider en Jan-Erik Slooten en het team werd vijfde in de Cup2-klasse. Verder kwam hij uit in de Nürburgring Endurance Series, waarin hij voor Car Collection Motorsport zijn tweede race in de klasse wist te winnen. Tegen het eind van het jaar debuteerde hij in de DTM in een BMW M4 GT3 bij het team Walkenhorst Motorsport als vervanger van de geblesseerde Esteban Muth tijdens de laatste twee raceweekenden. Hij behaalde zijn eerste puntenfinish met een achtste plaats in de seizoensfinale op Hockenheim.